# SN 1998bd
SN 1998bd – supernowa typu Ia odkryta 22 marca 1998 roku w galaktyce A134529+0157. W momencie odkrycia miała maksymalną jasność 21,20m.